# Seznam obcí v Česku, U
Toto je seznam obcí v Česku začínajících na písmeno U. 
Tento seznam je generován z údajů na Wikidatech a je pravidelně aktualizován botem.
 Úpravy provedené v seznamu budou při příští aktualizaci odstraněny!
| #  | Článek            | Počet obyvatel | Rozloha (km2) | Okres                  |
| -- | ----------------- | -------------- | ------------- | ---------------------- |
| 1  | Uherské Hradiště  | 24 887         | 21,26         | okres Uherské Hradiště |
| 2  | Uherský Brod      | 16 367         | 52,06         | okres Uherské Hradiště |
| 3  | Uničov            | 11 237         | 48,27         | okres Olomouc          |
| 4  | Unhošť            | 5 292          | 17,42         | okres Kladno           |
| 5  | Uherský Ostroh    | 4 209          | 26,53         | okres Uherské Hradiště |
| 6  | Uhlířské Janovice | 3 131          | 25,46         | okres Kutná Hora       |
| 7  | Určice            | 1 397          | 11,21         | okres Prostějov        |
| 8  | Uherčice          | 1 120          | 13,6          | okres Břeclav          |
| 9  | Uhřice            | 764            | 7,11          | okres Hodonín          |
| 10 | Unkovice          | 713            | 3,72          | okres Brno-venkov      |
| 11 | Uhřičice          | 535            | 9,22          | okres Přerov           |
| 12 | Uhelná Příbram    | 508            | 21,81         | okres Havlíčkův Brod   |
| 13 | Uhelná            | 469            | 22,5          | okres Jeseník          |
| 14 | Ujčov             | 461            | 11,99         | okres Žďár nad Sázavou |
| 15 | Uhlířov           | 413            | 3,87          | okres Opava            |
| 16 | Uhersko           | 412            | 3,67          | okres Pardubice        |
| 17 | Uhy               | 407            | 5,81          | okres Kladno           |
| 18 | Uhřínov           | 394            | 6,22          | okres Žďár nad Sázavou |
| 19 | Uherčice          | 359            | 12,51         | okres Znojmo           |
| 20 | Uhlířská Lhota    | 350            | 9,09          | okres Kolín            |
| 21 | Urbanice          | 317            | 2,25          | okres Hradec Králové   |
| 22 | Uhřice            | 298            | 6,56          | okres Blansko          |
| 23 | Ublo              | 298            | 4,64          | okres Zlín             |
| 24 | Uhřice            | 265            | 4,39          | okres Vyškov           |
| 25 | Unín              | 242            | 3,35          | okres Brno-venkov      |
| 26 | Unčín             | 204            | 3,83          | okres Žďár nad Sázavou |
| 27 | Uhřice            | 179            | 3,43          | okres Kroměříž         |
| 28 | Urbanov           | 123            | 3,37          | okres Jihlava          |
| 29 | Uzeničky          | 116            | 6,62          | okres Strakonice       |
| 30 | Ujkovice          | 113            | 6,54          | okres Mladá Boleslav   |
| 31 | Uzenice           | 102            | 5,38          | okres Strakonice       |
| 32 | Ubušínek          | 84             | 2,78          | okres Žďár nad Sázavou |
| 33 | Urbanice          | 65             | 3,53          | okres Pardubice        |